# Estació d'A Pobra do Brollón
L'estació d'A Pobra do Brollón es troba a la localitat gallega d'A Estación, al municipi d'A Pobra do Brollón, a la província de Lugo. Té serveis de mitjana distància operats per Renfe.
Pertany a la línia que uneix Lleó amb la Corunya i es troba entre les estacions de San Clodio-Quiroga i Monforte de Lemos. La línia és d'ample ibèric, en via única electrificada.

## Trens

### Mitjana Distància
| Línia | Trens            | Origen | Destinació |
| ----- | ---------------- | ------ | ---------- |
| 6     | Regional Express | Vigo   | Ponferrada |